# Shayne Whittington
Shayne Mitchell Whittington (Paw Paw, Míchigan, 27 de marzo de 1991) es un jugador de baloncesto estadounidense con pasaporte macedonio que actualmente pertenece a la plantilla del Real Betis Baloncesto en la Liga Endesa. También jugó baloncesto universitario para los Broncos de la Universidad de Míchigan Oeste, donde fue elegido primer y segundo mejor quinteto de la Mid-American Conference en su cuarta y tercera temporada, respectivamente. Su periplo en la NBA se resume en un primer año en el que disputó varios partidos teniendo una buena presencia, alternando minutos en el equipo vinculado de la D-League, y un segundo año en el que sólo disputó un par de partidos con los Pacers y disputando todos o casi todos los partidos de su equipo vinculado de la D-League.

## Trayectoria deportiva

### Instituto
Whittington asistió al instituto "Lawrence High School" en Paw Paw, Míchigan. En su tercera temporada como "junior", promedió 11,3 puntos, 9,2 rebotes y 2,1 tapones por partido, liderando al instituto Lawrence a un récord de 23-2 y ganando los honores de mención honorable en el mejor quinteto estatal de la Clase D de Detroit Free Press.
En su última temporada como "senior", promedió 17,2 puntos, 12,1 rebotes, 4,0 tapones, 3,0 robos y 2,0 asistencias por partido, mientras lideró al equipo a un récord de 24-2. Fue nombrado mejor quinteto estatal de la Clase D por Bankhoops.com, BCAM, Detroit News, Detroit Free Press y Associated Press.

### Universidad
En su primera temporada como "freshman" en Western Michigan en 2009-10, Whittington tuvo poco protagonismo en el equipo. En 16 partidos, promedió 1,4 puntos y 1,6 rebotes en 5,9 minutos por partido.
En su segunda temporada como "sophomore" en 2011-12, Whittington vio más acción de juego en el equipo. En 32 partidos (7 como titular), promedió 4,2 puntos y 4,0 rebotes en 14,1 minutos por partido.
En su tercera temporada como "junior" en 2012-13, fue nombrado en el segundo mejor quinteto de la Mid-American Conference de 2013 y lideró la conferencia con 12 doble-dobles. En 35 partidos (todos como titular), promedió 13,2 puntos, 8,8 rebotes, 1,1 asistencias y 1,7 tapones en 29,7 minutos por partido.
En su cuarta y última temporada como "senior", fue nombrado en el mejor quinteto de la Mid-American Conference de 2014, después de ser nombrado jugador de la semana del oeste de la Mid-American Conference en cuatro ocasiones. En 31 partidos (todos como titular), promedió 16,1 puntos, 8,9 rebotes, 1,1 asistencias y 1,5 tapones en 31,8 minutos por partido.

### Profesional
Whittington no fue elegido en el Draft de la NBA de 2014. El 2 de julio de 2014, firmó con los Indiana Pacers.
En agosto de 2016 fichó por el Río Natura Monbus de la liga ACB española.
El 21 de julio de 2017 firmó por una temporada con el Zenit de San Petersburgo.
Tras su paso por el baloncesto ruso, en julio de 2018 regresó a la Liga ACB para fichar por dos años por el MoraBanc Andorra, pero solo cumple cinco meses de contrato, ya que el 26 de diciembre de 2018 firmó con el Movistar Estudiantes hasta el final de la temporada.
El 1 de agosto de 2019 se oficializó su fichaje por el Coosur Real Betis por dos temporadas.

## Estadísticas de su carrera en la NBA

### Temporada regular
| Año     | Equipo  | PJ | PT | MPP | %TC  | %3P  | %TL  | RPP | APP | ROB | TPP | PPP |
| ------- | ------- | -- | -- | --- | ---- | ---- | ---- | --- | --- | --- | --- | --- |
| 2014-15 | Indiana | 20 | 0  | 5.4 | .452 | .167 | .783 | 1.5 | .3  | .3  | .1  | 2.9 |
| 2015-16 | Indiana | 7  | 0  | 5.9 | .455 | .000 | .500 | 1.7 | .4  | .1  | .1  | 1.6 |
| Total   | Total   | 27 | 0  | 5.5 | .453 | .125 | .760 | 1.5 | .3  | .2  | .1  | 2.5 |